# Olivier Le Nézet
Olivier Le Nézet est une personnalité du milieu de la pêche industrielle française.

## Profession
À 21 ans, il reprend le chalutier de 13 mètres de son père pêcheur de Gâvres. Il est patron de chalutier, puis salarié en remplacement sur des chalutiers à Lorient avant de cesser cette activité pour raison de santé en juillet 2007. Il crée en 2013 l'association et lobby Blue Fish.
Il fonde en 2019 l’association BreizhMer, qui regroupe les acteurs des filières pêche et aquaculture bretonnes.

## Mandats électifs
Il est élu président du Comité départemental des pêches du Morbihan en 2012 et la même année est élu président du Comité régional des pêches maritimes et des élevages marins de Bretagne,. Il est réélu à l'unanimité en 2022 à son poste de président du comité départemental, seul candidat à sa succession, et à son poste de président du comité régional toujours en 2022.
À la suite des élections municipales de Lorient en 2020, le président de la SEM Keroman qui gère le port de pêche de Lorient Jean-Paul Solaro, jugé trop proche de l'ancienne municipalité PS de Norbert Métairie, est écarté par le nouveau maire UDI Fabrice Loher. Olivier Le Nézet lui succède alors à ce poste en novembre 2020,.
Il est élu président de l'organisation patronale Comité national des pêches maritimes et des élevages marins en 2020, soutenu par la CFDT. C'est alors la première fois qu'un breton accède à la tête de cette organisation, et dans un contexte où la plupart des décideurs de la pêche française sont alors bretons (Pierre Karleskind est président de la commission pêche à Bruxelles, Hervé Berville est secrétaire d'Etat à la mer). Son mandat est marqué par plusieurs crises qui traversent la profession : conséquences du COVID,, mise en œuvre du Brexit,, hausse importante des prix dont ceux du gasoil,, fermeture du golfe de Gascogne à la pêche en 2024, déploiement d'installation d'éoliennes en mer, interdictions visant le chalutage dans les aires marines protégées.
Il pointe la responsabilité des ONG environnementales dans l'interdiction de la pêche en golfe de Gascogne par le Conseil d'État début 2024, alors que France Nature Environnement, Sea Shepherd, Défense des milieux aquatiques, et la Ligue pour la protection des oiseaux sont à l'origine du dépôt du recours qui a abouti à cette interdiction,.
Olivier Le Nézet cumule début 2024 vingt-quatre mandats divers de représentation dans le secteur de la pêche française. Il est administrateur de la Coopérative maritime des pêcheurs de Lorient, de la coopérative maritime, l'écloserie du Tinduff, de l'Office français de la biodiversité, de l'Établissement national des produits de l’agriculture et de la mer (FranceAgrimer), dont il est membre du conseil spécialisé « produits de la pêche », du conseil de développement du pays de Lorient, du lobby cluster maritime français et de la fondation Open-C chargée de développer l’éolien en mer,. Il est président d'ID Mer, président de l’association BreizhMer, dirigeant du GIE Ports de Bretagne. Il est vice-président de l'interprofession de France Filière Pêche. Il est membre du conseil national de la mer et des littoraux, du conseil de l’ordre du mérite maritime, du conseil consultatif pour les eaux occidentales septentrionales, membre de l’assemblée du Conseil économique, social et environnemental régional de Bretagne, membre de la commission régionale de gestion de la flotte de pêche de Bretagne, membre de la commission nationale de la négociation collective maritime. Il est fondateur de l'ONG Blue Fish qu'il représente au Parlement européen et du label BreizhMer dont il est président. Il est actionnaire de la SAS Ker’Oman, cogestionnaire du port de Duqm.
Enfin, il est également salarié de Lorient Agglomération.

## Critiques
L'ONG Blue Fish, l'association de promotion de la pêche durable et responsable, est accusée de défendre « les intérêts des groupes industriels de pêche » dans un rapport sur l'exemplarité des responsables publics,.
Olivier Le Nézet qualifie régulièrement les ONG environnementales de « radicalisées » ou d’« extrémistes », et est accusé d'aller jusqu'aux menaces ou agressions physiques,[réf. à confirmer].
Au sujet du projet d’importation de poisson par avion d’Oman par la société Keroman, David Le Quintrec, de l’Union française des pêcheurs artisans, lui reproche de jouer double jeu, luttant contre les importations d’un côté avec certains mandats, et étant lui-même importateur par d’autres fonctions.
Il est poursuivi en justice par Sea Shepherd pour diffamation en 2020 alors qu'il accuse cette association d'avoir « diffusé une vidéo truquée en effectuant un montage afin que celle-ci soit manipulée pour les besoins de sa cause » et de « pratiqu[er] des actions illégales victimisant la petite pêche et la pêche côtière ». Il est relaxé en 2021, le tribunal judiciaire de Bordeaux estimant que l'infraction n'était pas constituée.
Le 26 novembre 2024, les locaux de la société SAM Keroman sont perquisitionnés dans le cadre d’une enquête préliminaire du Parquet national financier, sur signalement de l’association Anticor Morbihan. Plusieurs autres locaux sont aussi perquisitionnés, David Le Quintrec, de l’Union française des pêcheurs artisans, le qualifiant de membre d’une « mafia lorientaise ».

## Distinctions
- Chevalier de la Légion d'honneur
- Commandeur de l'ordre du Mérite maritime de droit en tant que président du comité national des pêches maritimes et élevages marins, membre du conseil de l'ordre[27].

Il est décoré en 2022 de la légion d'honneur,.